# Diocesi di Ciudad Guayana
La diocesi di Ciudad Guayana (in latino Dioecesis Civitatis Guayanensis) è una sede della Chiesa cattolica in Venezuela suffraganea dell'arcidiocesi di Ciudad Bolívar. Nel 2023 contava 997.409 battezzati su 1.259.304 abitanti. È retta dal vescovo Carlos Alfredo Cabezas Mendoza.

## Territorio
La diocesi comprende i seguenti municipi dello stato venezuelano di Bolívar: Caroní, Piar, El Callao, Roscio, Sifontes e Padre Pedro Chien.
Sede vescovile è la città di Ciudad Guayana. La procattedrale della diocesi è la chiesa parrocchiale di Nostra Signora di Fatima a Puerto Ordaz.
Il territorio è suddiviso in 44 parrocchie.

## Storia
La diocesi è stata eretta il 20 agosto 1979 con la bolla Cum nos Domini Nostri mandato di papa Giovanni Paolo II, ricavandone il territorio dall'arcidiocesi di Ciudad Bolívar.
Il 25 marzo 1988 la diocesi si è ampliata in forza del decreto Quo aptius della Congregazione per i Vescovi, inglobando un'altra porzione dell'arcidiocesi di Ciudad Bolívar, e precisamente i comuni di Piar, Roscio e Sifontes. Una parte del comune di Sifontes apparteneva al vicariato apostolico del Caroní. 

## Cronotassi dei vescovi
Si omettono i periodi di sede vacante non superiori ai 2 anni o non storicamente accertati.
- Medardo Luis Luzardo Romero † (20 agosto 1979 - 26 maggio 1986 nominato arcivescovo di Ciudad Bolívar)
- José de Jesús Nuñez Viloria † (13 gennaio 1987 - 21 luglio 1990 dimesso)
- Ubaldo Ramón Santana Sequera, F.M.I. (2 maggio 1991 - 11 novembre 2000 nominato arcivescovo di Maracaibo)
- Mariano José Parra Sandoval (10 luglio 2001 - 25 ottobre 2016 nominato arcivescovo di Coro)
- Helizandro Terán Bermúdez, O.S.A. (29 luglio 2017 - 19 marzo 2022 nominato arcivescovo coadiutore di Mérida)
- Carlos Alfredo Cabezas Mendoza, dall'8 dicembre 2022

## Statistiche
La diocesi nel 2023 su una popolazione di 1.259.304 persone contava 997.409 battezzati, corrispondenti al 79,2% del totale.
| anno | popolazione | popolazione | popolazione | presbiteri | presbiteri | presbiteri | presbiteri                | diaconi | religiosi | religiosi | parrocchie |
| anno | battezzati  | totale      | %           | numero     | secolari   | regolari   | battezzati per presbitero | diaconi | uomini    | donne     | parrocchie |
| ---- | ----------- | ----------- | ----------- | ---------- | ---------- | ---------- | ------------------------- | ------- | --------- | --------- | ---------- |
| 1980 | 324.000     | 360.000     | 90,0        | 31         | 7          | 24         | 10.451                    | 1       | 30        | 45        | 15         |
| 1990 | 698.000     | 775.500     | 90,0        | 33         | 13         | 20         | 21.151                    | 2       | 25        | 55        | 33         |
| 1999 | 802.000     | 891.000     | 90,0        | 37         | 18         | 19         | 21.675                    | 4       | 25        | 67        | 28         |
| 2000 | 765.000     | 850.000     | 90,0        | 36         | 11         | 25         | 21.250                    | 5       | 27        | 91        | 33         |
| 2001 | 765.000     | 850.000     | 90,0        | 46         | 15         | 31         | 16.630                    | 6       | 32        | 94        | 24         |
| 2003 | 810.000     | 900.000     | 90,0        | 46         | 25         | 21         | 17.608                    | 6       | 23        | 67        | 25         |
| 2004 | 765.000     | 850.000     | 90,0        | 42         | 17         | 25         | 18.214                    | 4       | 27        | 91        | 26         |
| 2006 | 793.000     | 881.000     | 90,0        | 38         | 25         | 13         | 20.868                    | 5       | 19        | 99        | 31         |
| 2013 | 886.000     | 984.000     | 90,0        | 32         | 25         | 7          | 27.687                    | 6       | 13        | 99        | 32         |
| 2016 | 924.500     | 974.171     | 94,9        | 40         | 35         | 5          | 23.112                    | 4       | 10        | 99        | 34         |
| 2019 | 960.800     | 1.012.400   | 94,9        | 58         | 34         | 24         | 16.565                    | 6       | 27        | 55        | 45         |
| 2021 | 994.366     | 1.223.708   | 81,3        | 46         | 34         | 12         | 21.616                    | 6       | 12        | 38        | 44         |
| 2023 | 997.409     | 1.259.304   | 79,2        | 42         | 31         | 11         | 23.747                    | 6       | 11        | 35        | 44         |